# Валерий Есипов
Валерий Есипов е бивш руски футболист, полузащитник. Легендарен футболист на Ротор Волгоград, за който има над 300 мача в шампионата на Русия. До 2009 е рекордьор по изиграни мачове в РФПЛ, но този рекорд е подобрен от Сергей Семак и Дмитрий Лосков. Двукратен вицешампион на Русия(1993 и 1997). През 1997 и 1998 е избран за най-добър десен халф от вестник Спорт Експрес. Член на Клуб 100 със 103 гола. От началото на 2008 до 2010 е треньор на Авангард Курск, като през 2009 е избран за най-добър треньор във 2 дивизия, зона център. От 2012 е треньор на Север Мурманск.